# 特拉维斯·凯尔西
特拉维斯·迈克尔·凯尔西（1989年10月5日—）是效力于美国國家美式橄欖球聯盟（NFL）堪萨斯城酋长队的近端锋。他于2013年NFL选秀第三轮被酋长队选中，此后随队赢得了第五十四届、第五十七届和第五十八届超级碗冠军，并在两届超级碗中皆有接球达阵的优异表现。此前，他于大学时期效力于辛辛那提大学熊狸队。
凯尔西被认为是有史以来最伟大的近端锋之一，他八次入选职业碗，四次入选全明星（All-Pro）第一阵容，并曾入选NFL 2010年代最佳阵容。他连续七个赛季接球码数超过1,000码，保持着NFL近端锋接球码数超过1000码的连续赛季数与总赛季数纪录。他在2020赛季仅出场15场比赛，却创造了1416码的NFL近端锋单赛季接球码数纪录。2022赛季，凯尔西职业生涯接球总码数达到1万码，他也由此了成为NFL历史上最快、同时也是第五位达到这一里程碑的近端锋。
在球场之外，他于2023年起开始和歌手泰勒·斯威夫特约会，泰勒·斯威夫特还经常前往现场观看其球赛。